# باسكوالي روكو
باسكوالي روكو (بالإيطالية: Pasquale Domenico Rocco)‏ (11 أكتوبر 1970 بباديرنو دونيانو في إيطاليا - ) هو لاعب كرة قدم إيطالي في مركز الوسط، شارك في الألعاب الأولمبية الصيفية 1992. ولعب مع إنتر ميلان ونادي بيروجيا ونادي بيزا ونادي بيستويسي ونادي تريفيزو ونادي تورينو ونادي فينيزيا ونادي كالياري ونادي كريمونيسي وASD Sangiovannese 1927 ‏ ونادي ليفينغستون لكرة القدم.

## وصلات خارجية
- باسكوالي روكو على موقع قاعدة بيانات كرة القدم.إي يو (الإنجليزية)
- باسكوالي روكو على موقع عالم كرة القدم.نت (الإنجليزية)
- باسكوالي روكو على موقع أوليمبيديا (الإنجليزية)